# Xã Union, Quận Effingham, Illinois
Xã Union (tiếng Anh: Union Township) là một xã thuộc quận Effingham, tiểu bang Illinois, Hoa Kỳ. Năm 2010, dân số của xã này là 742 người.